# Llista de topònims de Campelles
Llista de topònims (noms propis de lloc) del municipi de Campelles, al Ripollès
Informació actualitzada per un bot. Els canvis manuals es perdran quan s'actualitzi!

## arbre singular
| imatge | Nom                               | Ubicat a  | instància de   | Detalls                                                                             | coordenades                                                                                                 | Protecció        | Commons (més fotos)           | Dades a WD                    |
| ------ | --------------------------------- | --------- | -------------- | ----------------------------------------------------------------------------------- | --- | ---------------- | ----------------------------- | ----------------------------- |
|        | avet de la Baga de la Berruga     | Campelles | arbre singular | Taxon: avet blanc (Abies alba) Ample: 11.8m Alt: 33.5m Perímetre: 3.9m              | 42° 16′ 41″ N, 2° 07′ 04″ E / 42.27813°N,2.11784°E ca:Prop del refugi del Pla dels Prats 1612 msnm          | arbre monumental | Avet de la Baga de la Berruga | Modifica les dades a Wikidata |
|        | avet del Torrent de la Font Tosca | Campelles | arbre singular | Taxon: avet blanc (Abies alba) Ample: 12.3m Alt: 32m Perímetre: 3.23m               | 42° 17′ 04″ N, 2° 07′ 13″ E / 42.28435°N,2.12031°E ca:Torrent de la Font Tosca, Bosc de Campelles 1398 msnm | arbre monumental |                               | Modifica les dades a Wikidata |
|        | roure d'Engelats                  | Campelles | arbre singular | Taxon: roure de fulla gran (Quercus petraea) Ample: 15.8m Alt: 20m Perímetre: 5.17m | 42° 17′ 19″ N, 2° 09′ 17″ E / 42.288658°N,2.154765°E ca:Engelats, vall del Freser 945 msnm                  | arbre monumental | Roure d'Engelats              | Modifica les dades a Wikidata |

## curs d'aigua
| imatge | Nom       | Ubicat a                                 | instància de | Detalls                          | coordenades | Protecció | Commons (més fotos) | Dades a WD                    |
| ------ | --------- | ---------------------------------------- | ------------ | -------------------------------- | --- | --------- | ------------------- | ----------------------------- |
|        | Rigard    | Toses Planoles Ribes de Freser Campelles | curs d'aigua | Desemboca: el Freser Llarg: 25km | 42° 19′ 11″ N, 2° 00′ 20″ E / 42.319828°N,2.005452°E 42° 18′ 17″ N, 2° 10′ 02″ E / 42.304861°N,2.167283°E       |           | Rigard River        | Modifica les dades a Wikidata |
|        | el Freser | Ripollès                                 | curs d'aigua | Desemboca: Ter Llarg: 32km       | 42° 24′ 05″ N, 2° 13′ 47″ E / 42.401256°N,2.229642°E 42° 12′ 14″ N, 2° 10′ 39″ E / 42.20379°N,2.1774°E 702 msnm |           | Freser River        | Modifica les dades a Wikidata |

## edifici
| imatge | Nom                             | Ubicat a  | instància de | Detalls                                                   | coordenades                                          | Protecció                   | Commons (més fotos)  | Dades a WD                    |
| ------ | ------------------------------- | --------- | ------------ | --------------------------------------------------------- | ---------------------------------------------------- | --------------------------- | -------------------- | ----------------------------- |
|        | Balneari Montagut               | Campelles | edifici      | Estil: arquitectura modernista historicisme arquitectònic | 42° 16′ 35″ N, 2° 09′ 34″ E / 42.276425°N,2.159539°E | bé cultural d'interès local | Balneari de Montagut | Modifica les dades a Wikidata |
|        | Central de la Colònia Fàbregues | Campelles | edifici      |                                                           |                                                      | bé cultural d'interès local |                      | Modifica les dades a Wikidata |

## entitat singular de població
| imatge | Nom       | Ubicat a  | instància de                                                                   | Detalls | coordenades                                                                   | Protecció | Commons (més fotos)  | Dades a WD                    |
| ------ | --------- | --------- | ------------------------------------------------------------------------------ | ------- | ----------------------------------------------------------------------------- | --------- | -------------------- | ----------------------------- |
|        | Campelles | Campelles | entitat singular de població ens local històric de Catalunya capital municipal | 127 hab | 42° 17′ 41″ N, 2° 08′ 26″ E / 42.29463529°N,2.14056352°E 1301 msnm            |           |                      | Modifica les dades a Wikidata |
|        | el Baell  | Campelles | entitat singular de població                                                   | 38 hab  | 42° 16′ 52″ N, 2° 08′ 56″ E / 42.2810655369364°N,2.14895211303181°E 1195 msnm |           | El Baell (Campelles) | Modifica les dades a Wikidata |

## església
| imatge | Nom                                 | Ubicat a  | instància de     | Detalls                     | coordenades                                                         | Protecció                   | Commons (més fotos)     | Dades a WD                    |
| ------ | ----------------------------------- | --------- | ---------------- | --------------------------- | ------------------------------------------------------------------- | --------------------------- | ----------------------- | ----------------------------- |
|        | capella de Sant Bartomeu de Baell   | Campelles | església         | Estil: arquitectura popular | 42° 16′ 42″ N, 2° 08′ 45″ E / 42.278215°N,2.14583°E                 | bé cultural d'interès local | Sant Bartomeu de Baell  | Modifica les dades a Wikidata |
|        | capella del Remei                   | Campelles | església capella |                             | 42° 16′ 31″ N, 2° 09′ 35″ E / 42.2752005884609°N,2.15967852955799°E |                             |                         | Modifica les dades a Wikidata |
|        | església de Sant Martí de Campelles | Campelles | església         | Estil: arquitectura popular | 42° 17′ 41″ N, 2° 08′ 26″ E / 42.29475°N,2.14058°E                  | bé cultural d'interès local | Sant Martí de Campelles | Modifica les dades a Wikidata |

## masia
| imatge | Nom               | Ubicat a  | instància de | Detalls                          | coordenades                                                         | Protecció                                  | Commons (més fotos)      | Dades a WD                    |
| ------ | ----------------- | --------- | ------------ | -------------------------------- | ------------------------------------------------------------------- | ------------------------------------------ | ------------------------ | ----------------------------- |
|        | Barricó           | Campelles | masia        |                                  | 42° 16′ 05″ N, 2° 08′ 48″ E / 42.2681153642499°N,2.14661633496676°E |                                            |                          | Modifica les dades a Wikidata |
|        | Cal Climent       | Campelles | masia        |                                  | 42° 17′ 41″ N, 2° 08′ 07″ E / 42.2946625637527°N,2.13541313635527°E |                                            |                          | Modifica les dades a Wikidata |
|        | Cal Colomer       | Campelles | masia        |                                  | 42° 16′ 51″ N, 2° 08′ 56″ E / 42.280794119987°N,2.14878597290868°E  |                                            |                          | Modifica les dades a Wikidata |
|        | Cal Fuster        | Campelles | masia        |                                  | 42° 16′ 50″ N, 2° 08′ 55″ E / 42.2806030295768°N,2.1485217285515°E  |                                            |                          | Modifica les dades a Wikidata |
|        | Cal Martinet      | Campelles | masia        |                                  | 42° 17′ 42″ N, 2° 08′ 15″ E / 42.2950648585243°N,2.1374092146927°E  |                                            |                          | Modifica les dades a Wikidata |
|        | Cal Menjó         | Campelles | masia        |                                  | 42° 16′ 39″ N, 2° 08′ 49″ E / 42.2775739306634°N,2.14690105157956°E |                                            |                          | Modifica les dades a Wikidata |
|        | Cal Mestre        | Campelles | masia        |                                  | 42° 16′ 46″ N, 2° 08′ 50″ E / 42.2794769200625°N,2.14726347097627°E |                                            |                          | Modifica les dades a Wikidata |
|        | Cal Rana          | Campelles | masia        |                                  | 42° 16′ 48″ N, 2° 08′ 50″ E / 42.2799088102869°N,2.1472091357152°E  |                                            |                          | Modifica les dades a Wikidata |
|        | Cal Trenat        | Campelles | masia        |                                  | 42° 16′ 47″ N, 2° 08′ 48″ E / 42.2796790788723°N,2.14659371347403°E |                                            |                          | Modifica les dades a Wikidata |
|        | Cal Villego       | Campelles | masia        |                                  | 42° 16′ 50″ N, 2° 08′ 54″ E / 42.2804311198054°N,2.14841489133132°E |                                            |                          | Modifica les dades a Wikidata |
|        | Can Costa         | Campelles | masia        |                                  | 42° 17′ 26″ N, 2° 09′ 41″ E / 42.2905050918443°N,2.16133099784695°E |                                            |                          | Modifica les dades a Wikidata |
|        | Can Gorra         | Campelles | masia        | Estil: arquitectura popular 1700 | 42° 16′ 44″ N, 2° 09′ 19″ E / 42.278952°N,2.155382°E                | bé integrant del patrimoni cultural català |                          | Modifica les dades a Wikidata |
|        | Can Pagès         | Campelles | masia        |                                  | 42° 18′ 19″ N, 2° 08′ 21″ E / 42.3052003484622°N,2.13909076732877°E |                                            |                          | Modifica les dades a Wikidata |
|        | Can Salomó        | Campelles | masia        |                                  | 42° 18′ 15″ N, 2° 08′ 21″ E / 42.3040751576902°N,2.13916676096227°E |                                            |                          | Modifica les dades a Wikidata |
|        | Can Tubau del Bac | Campelles | masia        |                                  | 42° 17′ 20″ N, 2° 08′ 48″ E / 42.2889919191359°N,2.14666208332485°E |                                            |                          | Modifica les dades a Wikidata |
|        | Estèguel          | Campelles | masia        |                                  | 42° 15′ 34″ N, 2° 09′ 48″ E / 42.2595656700899°N,2.16334150650802°E |                                            |                          | Modifica les dades a Wikidata |
|        | Mas Angelats      | Campelles | masia        | Estil: arquitectura popular      | 42° 17′ 19″ N, 2° 09′ 21″ E / 42.28871°N,2.15595°E                  | bé cultural d'interès local                | Mas Angelats (Campelles) | Modifica les dades a Wikidata |
|        | Pernau            | Campelles | masia        |                                  | 42° 16′ 40″ N, 2° 08′ 51″ E / 42.2778760627469°N,2.14756398867406°E |                                            |                          | Modifica les dades a Wikidata |

## muntanya
| imatge | Nom              | Ubicat a                   | instància de | Detalls | coordenades                                                        | Protecció | Commons (més fotos)    | Dades a WD                    |
| ------ | ---------------- | -------------------------- | ------------ | ------- | ------------------------------------------------------------------ | --------- | ---------------------- | ----------------------------- |
|        | Tossal de Ripoll | Campelles                  | muntanya     |         | 42° 17′ 50″ N, 2° 08′ 58″ E / 42.2971°N,2.14939°E 1304.6 msnm      |           |                        | Modifica les dades a Wikidata |
|        | el Castell       | Campelles                  | muntanya     |         | 42° 17′ 42″ N, 2° 08′ 21″ E / 42.2951°N,2.13906°E 1339.8 msnm      |           |                        | Modifica les dades a Wikidata |
|        | la Berruga       | Gombrèn Campelles          | muntanya     |         | 42° 16′ 33″ N, 2° 07′ 19″ E / 42.27580556°N,2.12197222°E 1787 msnm |           | La Berruga (Campelles) | Modifica les dades a Wikidata |
|        | la Covil         | Gombrèn Campelles Planoles | muntanya     |         | 42° 16′ 54″ N, 2° 05′ 51″ E / 42.2816°N,2.09753°E 2003 msnm        |           | La Covil (Campelles)   | Modifica les dades a Wikidata |
|        | la Roca Aguda    | Campelles                  | muntanya     |         | 42° 16′ 17″ N, 2° 08′ 58″ E / 42.2714°N,2.14935°E 1120.5 msnm      |           |                        | Modifica les dades a Wikidata |

## pont
| imatge | Nom                          | Ubicat a  | instància de | Detalls                                                      | coordenades                                                         | Protecció                                  | Commons (més fotos) | Dades a WD                    |
| ------ | ---------------------------- | --------- | ------------ | ------------------------------------------------------------ | ------------------------------------------------------------------- | ------------------------------------------ | ------------------- | ----------------------------- |
|        | Pont Nou del Molí d'en Coll  | Campelles | pont         | Estil: arquitectura popular                                  | 42° 17′ 23″ N, 2° 07′ 51″ E / 42.2897°N,2.13087°E                   | bé cultural d'interès local                |                     | Modifica les dades a Wikidata |
|        | Pont Vell del Molí d'en Coll | Campelles | pont         | Estil: arquitectura popular                                  | 42° 17′ 24″ N, 2° 07′ 54″ E / 42.2899°N,2.13161°E                   | bé integrant del patrimoni cultural català |                     | Modifica les dades a Wikidata |
|        | Pont d'Angelats              | Campelles | pont         | Estil: arquitectura popular Hi passa: línia Ripoll-Puigcerdà | 42° 17′ 16″ N, 2° 09′ 35″ E / 42.28768°N,2.15977°E                  | bé cultural d'interès local                | Pont d'Angelats     | Modifica les dades a Wikidata |
|        | Pont de les Coves            | Campelles | pont         | Travessa: el Freser                                          | 42° 16′ 11″ N, 2° 09′ 32″ E / 42.2697645459449°N,2.15895042862109°E |                                            |                     | Modifica les dades a Wikidata |
|        | Ponts de Campelles           | Campelles | pont         |                                                              | 42° 17′ 16″ N, 2° 09′ 35″ E / 42.28768°N,2.159772°E                 |                                            | Ponts de Campelles  | Modifica les dades a Wikidata |

## refugi de muntanya
| imatge | Nom                    | Ubicat a  | instància de       | Detalls | coordenades                                                                                            | Protecció | Commons (més fotos)    | Dades a WD                    |
| ------ | ---------------------- | --------- | ------------------ | ------- | --- | --------- | ---------------------- | ----------------------------- |
|        | refugi La Covil        | Campelles | refugi de muntanya |         | 42° 17′ 00″ N, 2° 06′ 17″ E / 42.28333333°N,2.10472222°E ca:Vessant nord del pic de la Covil 1769 msnm |           | Refugi la Covil        | Modifica les dades a Wikidata |
|        | refugi de Pla de Prats | Campelles | refugi de muntanya |         | 42° 16′ 46″ N, 2° 07′ 08″ E / 42.27944444°N,2.11888889°E ca:Vessant nord del pic de la Covil 1559 msnm |           | Refugi de Pla de Prats | Modifica les dades a Wikidata |

## Misc
| imatge | Nom                            | Ubicat a                   | instància de                                        | Detalls                       | coordenades                                                             | Protecció                                            | Commons (més fotos)  | Dades a WD                    |
| ------ | ------------------------------ | -------------------------- | --------------------------------------------------- | ----------------------------- | ----------------------------------------------------------------------- | ---------------------------------------------------- | -------------------- | ----------------------------- |
|        | Balneari Montagut              | Campelles                  | nucli de població                                   |                               | 42° 16′ 34″ N, 2° 09′ 34″ E / 42.27606°N,2.15933°E                      |                                                      |                      | Modifica les dades a Wikidata |
|        | Castell de Campelles           | Campelles                  | castell                                             | Estil: arquitectura popular   | 42° 17′ 42″ N, 2° 08′ 21″ E / 42.295101°N,2.139141°E                    | bé d'interès cultural bé cultural d'interès nacional | Castell de Campelles | Modifica les dades a Wikidata |
|        | Estació d'Aigües de Ribes      | Campelles                  | estació de ferrocarril                              |                               | 42° 16′ 37″ N, 2° 09′ 40″ E / 42.276833333333336°N,2.1612222222222224°E |                                                      |                      | Modifica les dades a Wikidata |
|        | Molí de Can Coll               | Campelles                  | molí d'aigua                                        |                               | 42° 17′ 22″ N, 2° 07′ 54″ E / 42.2894114282836°N,2.1317611349547°E      |                                                      |                      | Modifica les dades a Wikidata |
|        | casa consistorial de Campelles | Campelles                  | casa consistorial                                   |                               | 42° 17′ 40″ N, 2° 08′ 24″ E / 42.2943954°N,2.1401059°E                  |                                                      |                      | Modifica les dades a Wikidata |
|        | coll Pan                       | Campelles Gombrèn          | collada                                             |                               | 42° 16′ 39″ N, 2° 06′ 43″ E / 42.27761°N,2.111952°E 1748 msnm           |                                                      |                      | Modifica les dades a Wikidata |
|        | colònia Fàbregues              | Campelles                  | colònia industrial                                  |                               | 42° 17′ 29″ N, 2° 09′ 43″ E / 42.2912666667°N,2.16193055556°E           |                                                      |                      | Modifica les dades a Wikidata |
|        | coves de Ribes                 | Campelles                  | cova                                                |                               | 42° 16′ 12″ N, 2° 09′ 28″ E / 42.2700265179357°N,2.15783135383876°E     |                                                      |                      | Modifica les dades a Wikidata |
|        | font Roja                      | Campelles                  | font                                                |                               | 42° 16′ 43″ N, 2° 06′ 44″ E / 42.278664101884°N,2.1123397141626°E       |                                                      |                      | Modifica les dades a Wikidata |
|        | serra de Montgrony             | Campelles Gombrèn Planoles | serra àrea protegida Pla d'Espais d'Interès Natural | 1992 Superfície: 3819.74396ha | 42° 17′ 08″ N, 2° 04′ 50″ E / 42.28568833°N,2.08068889°E                |                                                      | Serra de Montgrony   | Modifica les dades a Wikidata |